# کالوجرتسه
کالوجرتسه (به صربی: Kaluđerce) یک منطقهٔ مسکونی در صربستان است که در لسکواس واقع شده‌است. کالوجرتسه ۲۰۶ نفر جمعیت دارد.